# جی اف هورابین
جی اف هورابین (انگلیسی: J. F. Horrabin; ۱ نوامبر ۱۸۸۴ – ۲ مارس ۱۹۶۲) نویسنده، سیاست‌مدار، کارتونیست، نقشه‌نگار اهل بریتانیا بود. وی بین سال‌های ۱۹۰۵ تا ۱۹۵۰ میلادی فعالیت می‌کرد.

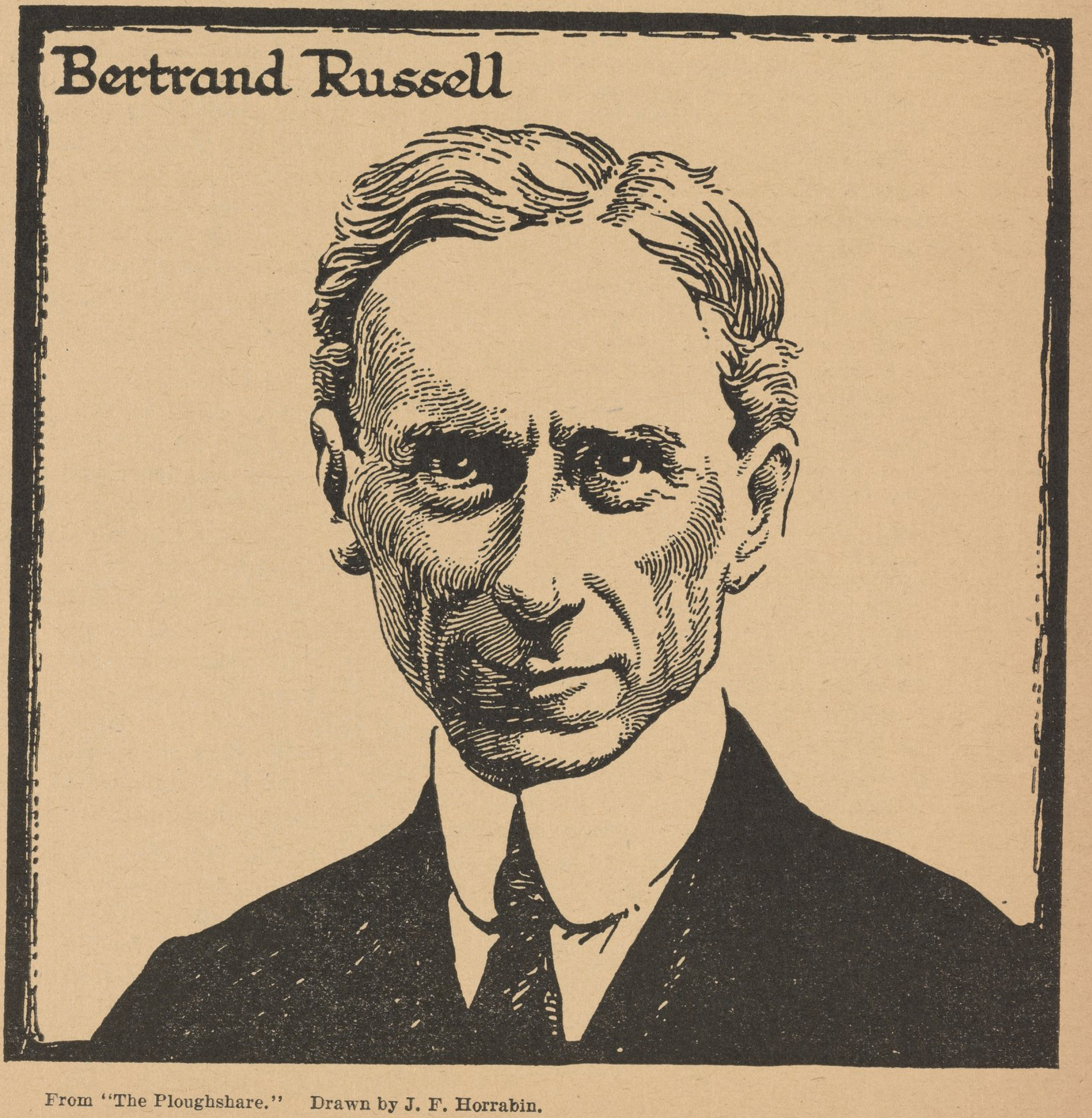
کارتون برتراند راسل اثر جی اف هورابین